# Michel Kaham
Michel Kaham (ur. 1 czerwca 1952 w Bafang) – piłkarz, występował na pozycji obrońcy. Kameruńczyk, posiada także obywatelstwo francuskie.

## Kariera piłkarska
W ojczyźnie Kaham występował w takich klubach, jak Aigle Nkongsamba i Canon Jaunde. Później wyjechał do Francji. W sezonie 1982/1982 był zawodnikiem Quimper Kerfeunteun FC. Występował jeszcze w Tours FC i Valenciennes CF. Od 1982 do 1987 grał w Stanach Zjednoczonych, w Cleveland Force, Kansas City Comets i Toledo Pride.
Ma za sobą udział w Mistrzostwach Świata 1982, podczas których rozegrał wszystkie 3 mecze. Wcześniej, w 1972 roku uczestniczył w Pucharze Narodów Afryki, a reprezentacja Kamerun zajął 3. miejsce, wygrywając 5-2 z Zairem (dzisiaj Demokratyczna Republika Konga), w meczu o brąz.

## Kariera trenerska
Kaham był również trenerem, jednak tylko na terenie Kamerunu. Prowadził takie kluby, jak Diamant Jaunde, Olympique Mvolyé, Unisport Bafang, czy KSA Douala.
Był też dyrektorem technicznym KSA (Kadji Sports Academy).

## Sukcesy
- Mistrz Kamerunu z Aigle de Nkongsamba: 1971.
- Mistrz Kamerunu z Canonem Jaunde: 1974.
- Finalista Pucharu Kamerunu z Canonem Jaunde: 1974. (Porażka 0:1 z Tonnerre Yaoundé).
- Zdobywca Pucharu Kamerunu z Olympique Mvolyé, jako trener: 1992.